# Меткаф (округ, Кентуккі)
Шаблон:StateAbbr_ 36°59′ пн. ш. 85°38′ зх. д. / 36.99° пн. ш. 85.63° зх. д.
Округ  Меткаф (англ. Metcalfe County) — округ (графство) у штаті  Кентуккі, США. Ідентифікатор округу 21169.

## Історія
Округ утворений 1860 року.

## Демографія
За даними перепису 
2000 року 
загальне населення округу становило 10037 осіб, усе сільське.
Серед мешканців округу чоловіків було 4895, а жінок — 5142. В окрузі було 4016 домогосподарств, 2883 родин, які мешкали в 4592 будинках.
Середній розмір родини становив 2,93.
Віковий розподіл населення поданий у таблиці:
| Стать    | До 15 років | 15-21 | 22-29 | 30-39 | 40-49 | 50-65 | 65-85 | Понад 85 |
| -------- | ----------- | ----- | ----- | ----- | ----- | ----- | ----- | -------- |
| Чоловіки | 1070        | 427   | 479   | 738   | 738   | 806   | 600   | 37       |
| Жінки    | 1001        | 444   | 481   | 727   | 750   | 867   | 738   | 134      |

## Суміжні округи
- Ґрін — північний схід
- Адер — схід
- Камберленд — південний схід
- Монро — південь
- Беррен — захід
- Гарт — північний захід

## Виноски
1. ↑  U.S. Decennial Census. United States Census Bureau. Архів оригіналу за 12 травня 2015. Процитовано 18 серпня 2014.
2. ↑  Historical Census Browser. University of Virginia Library. Архів оригіналу за 11 серпня 2012. Процитовано 18 серпня 2014.
3. ↑  Population of Counties by Decennial Census: 1900 to 1990. United States Census Bureau. Архів оригіналу за 13 жовтня 2014. Процитовано 18 серпня 2014.
4. ↑  Census 2000 PHC-T-4. Ranking Tables for Counties: 1990 and 2000 (PDF). United States Census Bureau. Архів оригіналу (PDF) за 18 грудня 2014. Процитовано 18 серпня 2014.
5. ↑  State & County QuickFacts. United States Census Bureau. Архів оригіналу за 7 червня 2011. Процитовано 6 березня 2014.(англ.) Наведено за англійською вікіпедією.
6. ↑  American FactFinder. Бюро перепису населення США. Архів оригіналу за 26 лютого 2012. Процитовано 31 січня 2008.

| США | Це незавершена стаття з географії США. Ви можете допомогти проєкту, виправивши або дописавши її. |